# رئيس مدغشقر
تحتوي هذه المقالة قائمة لملوك ورؤساء مدغشقر منذ 1787، بداية حكم أندريانامبوانيمارينا، الذي وحد ممالك المرينا في حوالي 1806. الجنرال جوزيف غالياني استبدل الملكية وأقر الإمبراطورية الفرنسية الاستعمارية في 1897 حتى إعلان الجمهورية في المستقلة في 1958 والاستقلال في 1959.

رئيس جمهورية مدغشقر  هو رئيس الدولة وأعلى منصب فيها، ويمثلها خارجيا.

## المملكة
قائمة حكام مملكة إيميرينا:
| الاسم        | بداية الحكم | نهاية الحكم | الصفة |
| ------------ | ----------- | ----------- | ----- |
| نامبوانا     | 1787        | 1810        | ملك   |
| راداما الأول | 1810        | 1817        | ملك   |

قائمة ملوك مملكة مدغشقر:
| الاسم              | بداية الحكم   | نهاية الحكم    | الصفة |
| ------------------ | ------------- | -------------- | ----- |
| راداما الأول       | 1817          | 27 يوليو 1828  | ملك   |
| رانافالونا الأولى  | 27 يوليو 1828 | 18 أغسطس 1861  | ملكة  |
| راداما الثاني      | 18 أغسطس 1861 | 11 مايو 1863   | ملك   |
| راسوهيرينا         | 11 مايو 1863  | 2 أبريل 1868   | ملكة  |
| رانافالونا الثانية | 2 أبريل 1868  | 13 يوليو 1883  | ملكة  |
| رانالوفا الثالثة   | 13 يوليو 1883 | 28 فبراير 1897 | ملكة  |

من 28 فبراير 1897 إلى 1 مايو 1959 تعتبر مدغشقر مستعمرة فرنسية.

## جمهورية

### الجمهورية الملغاشية
رؤساء الجمهورية الملغاشية بين 1958 و1975: الجمهورية الأولى.
| الاسم                 | بداية العهدة               | نهاية العهدة               | المنصب                       | ملاحظات        |
| --------------------- | -------------------------- | -------------------------- | ---------------------------- | -------------- |
| فيليبيرت تسيرانانا    | 14 أكتوبر 1958 1 مايو 1959 | 1 مايو 1959 11 أكتوبر 1972 | رئيس الحكومة رئيس الجمهورية  | رئيس دولة مؤقت |
| غابرييل رامانانتسوا   | 11 أكتوبر 1972             | 5 فبراير 1975              |                              | جنرال          |
| ريتشارد راتسيماندرافا | 5 فبراير 1975              | 11 فبراير 1975             |                              | عقيد (كولونيل) |
| جيل أندرياماهازو      | 11 فبراير 1975             | 15 يونيو 1975              | رئيس اللجنة العسكرية الوطنية | جنرال          |
| ديدييه راتسيراكا      | 15 يونيو 1975              | 21 ديسمبر 1975             | رئيس المجلس الأعلى للثورة    | قبطان فرقاطة   |

### جمهورية مدغشقر الديمقراطية
رؤساء جمهورية مدغشقر الديمقراطية بين 1975 و1993: الجمهورية الثانية.
| الاسم            | بداية العهدة                | نهاية العهدة              | المنصب                                   | ملاحظات             |
| ---------------- | --------------------------- | ------------------------- | ---------------------------------------- | ------------------- |
| ديدييه راتسيراكا | 21 ديسمبر 1975 4 يناير 1976 | 4 يناير 1976 27 مارس 1993 | رئيس المجلس الأعلى للثورة رئيس الجمهورية | قبطان فرقاطة أميرال |

### جمهورية مدغشقر
رؤساء جمهورية مدغشقر بين 1993 و2010: الجمهورية الثالثة.
| الاسم                | بداية العهدة  | نهاية العهدة   | المنصب                      | ملاحظات      |
| -------------------- | ------------- | -------------- | --------------------------- | ------------ |
| ألبرت زافي           | 27 مارس 1993  | 5 سبتمبر 1996  | رئيس الجمهورية              |              |
| نوربرت راتسيراهونانا | 5 سبتمبر 1996 | 9 فبراير 1997  | رئيس جمهورية مؤقت           | مؤقت         |
| ديدييه راتسيراكا     | 9 فبراير 1997 | 5 يوليو 2002   | رئيس الجمهورية              | أميرال       |
| مارك رافالومانانا    | 5 يوليو 2002  | 17 مارس 2009   | رئيس الجمهورية              |              |
| أندري راجولينا       | 17 مارس 2009  | 17 نوفمبر 2010 | رئيس الهيئة العليا للإنتقال | نظام إنتقالي |

رؤساء جمهورية مدغشقر منذ 2010: الجمهورية الرابعة.
| الاسم                    | بداية العهدة   | نهاية العهدة  | المنصب                      | ملاحظات                    |
| ------------------------ | -------------- | ------------- | --------------------------- | -------------------------- |
| أندري راجولينا           | 17 نوفمبر 2010 | 25 يناير 2014 | رئيس الهيئة العليا للإنتقال | رئيس جمهورية بصفة إنتقالية |
| هيري راجاوناريمامبيانينا | 25 يناير 2014  | 7 سبتمبر 2018 | رئيس الجمهورية              |                            |
| ريفو راكوتوفاو           | 7 سبتمبر 2018  | 18 يناير 2019 | رئيس الجمهورية              |                            |
| أندري راجولينا           | 18 يناير 2019  |               | رئيس الجمهورية              |                            |

## مقالات ذات صلة
- تاريخ مدغشقر
- مرينا